# Nuoto ai XIX Giochi del Mediterraneo - 1500 metri stile libero maschili
La gara dei 1 500 metri stile libero maschili ai XIX Giochi del Mediterraneo si è svolta il 2 e il 3 luglio 2022. Al mattino del 2 luglio si sono svolte le batterie, mentre la finale si è disputata nel pomeriggio del 3 luglio.

## Podio
| Pos. | Atleta           | Nazione |
| ---- | ---------------- | ------- |
|      | Joris Bouchaut   | Francia |
|      | Dimitrios Markos | Grecia  |
|      | Mert Kılavuz     | Turchia |

## Record
Prima della manifestazione il record del mondo (RM) e il record dei Giochi del Mediterraneo (RG) erano i seguenti.
|  | 14'31"02 | Sun Yang         | 4 agosto 2012 Londra   |
|  | 14'38"01 | Oussama Mellouli | 1º luglio 2009 Pescara |

Durante la competizione non sono stati migliorati record.

## Risultati

### Batterie
| Pos. | Batteria | Corsia | Atleta                   | Nazionalità | Tempo    | Note |
| ---- | -------- | ------ | ------------------------ | ----------- | -------- | ---- |
| 1    | 1        | 6      | Batuhan Filiz            | Turchia     | 15'18"99 | Q    |
| 2    | 1        | 3      | Albert Escrits           | Spagna      | 15'20"51 | Q    |
| 3    | 2        | 5      | Joris Bouchaut           | Francia     | 15'29"48 | Q    |
| 4    | 2        | 4      | Luca De Tullio           | Italia      | 15'29"61 | Q    |
| 5    | 1        | 4      | Mert Kılavuz             | Turchia     | 15'30"50 | Q    |
| 6    | 2        | 3      | Ahmed Jouadi             | Tunisia     | 15'35"04 | Q    |
| 7    | 2        | 6      | Dimitrios Markos         | Grecia      | 15'35"08 | Q    |
| 8    | 1        | 5      | Fabio Dalu               | Italia      | 15'35"90 | Q    |
| 9    | 2        | 6      | Loris Bianchi            | San Marino  | 16'03"32 |      |
| 10   | 2        | 2      | Mohamed Anisse Djaballah | Algeria     | 16'11"93 |      |
| 11   | 1        | 2      | Théo Druenne             | Montenegro  | 16'33"07 |      |
| 12   | 1        | 7      | Christos Manoli          | Cipro       | 16'41"18 |      |

### Finale
| Pos. | Corsia | Atleta           | Nazionalità | Tempo    | Note |
| ---- | ------ | ---------------- | ----------- | -------- | ---- |
|      | 3      | Joris Bouchaut   | Francia     | 15'10"11 |      |
|      | 1      | Dimitrios Markos | Grecia      | 15'11"47 |      |
|      | 2      | Mert Kılavuz     | Turchia     | 15'15"41 |      |
| 4    | 6      | Luca De Tullio   | Italia      | 15'16"31 |      |
| 5    | 5      | Albert Escrits   | Spagna      | 15'20"55 |      |
| 6    | 8      | Fabio Dalu       | Italia      | 15'28"41 |      |
| 7    | 4      | Batuhan Filiz    | Turchia     | 15'29"05 |      |
| 8    | 7      | Ahmed Jouadi     | Tunisia     | 15'41"75 |      |